# 朝鲜中央电视台

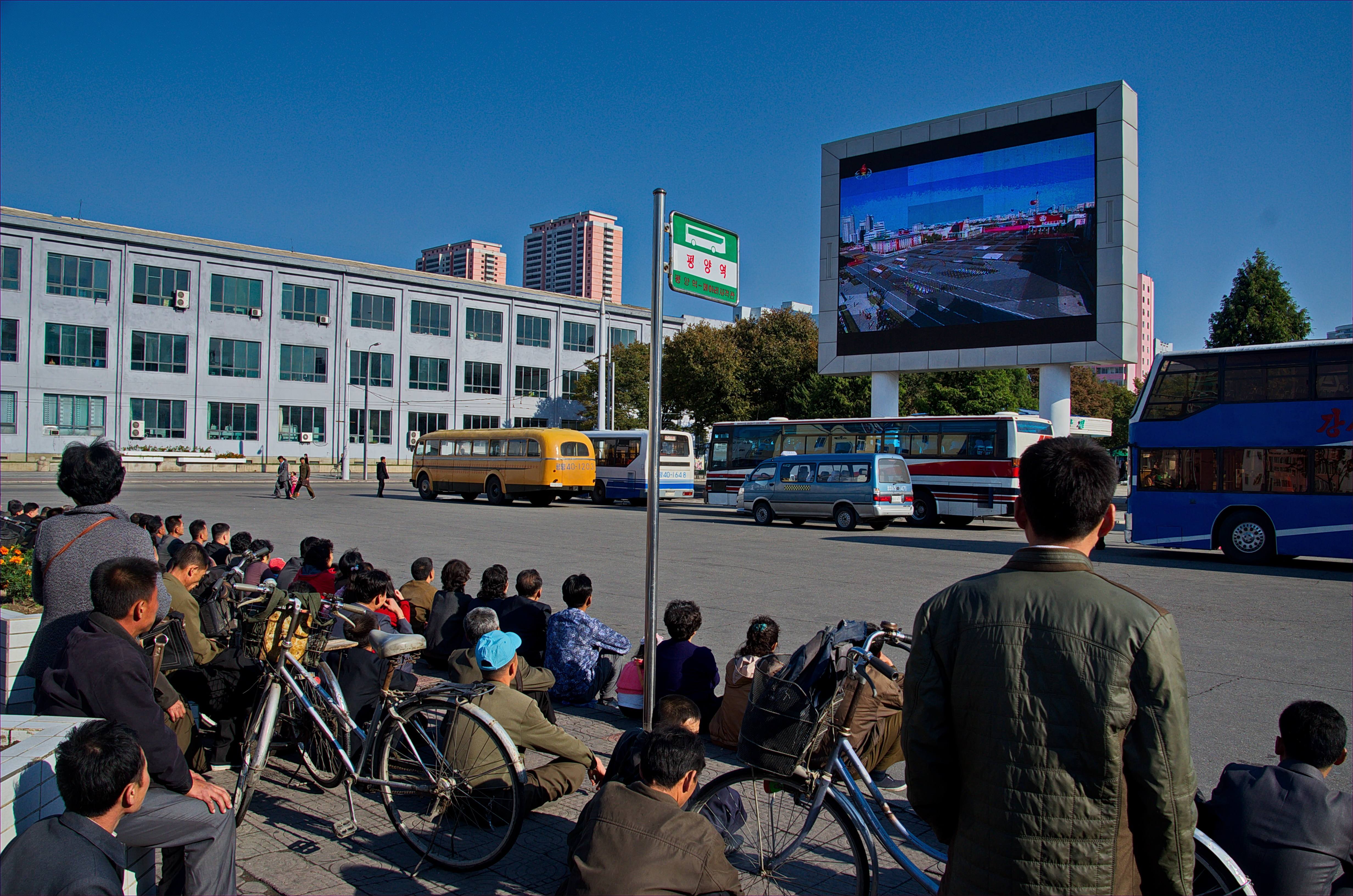
平壤的民众观看朝鲜中央电视台公开播放的朝鲜阅兵仪式（2015年）

朝鲜中央电视台（朝鲜语：／；英文缩写：KCTV）是朝鮮的国营电视台，开播于1963年3月3日，总部位于平壤。宣传朝鲜劳动党、朝鲜民主主义人民共和国政府、朝鲜人民军的观点、立场和政策，是朝鲜党政军的喉舌。对于大多数朝鲜民众来说，朝鲜中央电视台是其获取国内外资讯的最主要渠道。该电视台也使用人造卫星及互联网面向全球播出。

## 歷史
朝鲜战争結束後的1953年9月1日，朝鲜领导人金日成認為以平壤廣播網為基礎設立朝鮮電視廣播的時機已經成熟。因此，朝鮮電視廣播在蘇聯技術人員的幫助下，开始了8年的测试工作。
1961年，朝鮮電視廣播更名為中央廣播電視系統，並於同年9月1日進行第一次試播，最初仅播放约两个小时的节目。1963年3月3日，中央廣播電視系統更名為朝鲜中央电视台並開播。
1974年7月，朝鲜中央电视台開始彩色電視廣播，較韩国早六年，为朝鲜半岛第一家播出彩色电视节目的电视台。1975年，朝鲜中央电视台開始星期日播出；1977年9月1日，朝鲜中央电视台开始全彩色播出；1981年3月，開始於法定节日播出。
1980年莫斯科奥运会期间，朝鲜中央电视台首次通过人造卫星传输信号。1999年7月，朝鲜中央电视台正式开始通过泰星3号面向亚太地区上星播出。
2005年5月19日，朝鲜中央电视台新闻演播室更换背景，此前使用多年的蓝色背景被平壤市风景照、西海水闸图片等取代。
2012年1月起，朝鲜中央电视台开始大量启用年轻主播，而以“人民广播员”李春姬等为代表的老播音员出镜逐渐减少。2012年3月中旬，朝鲜中央电视台的新闻播音室也进行了现代化改造，新闻演播室拥有了采用电脑绘图技术制成的天蓝色背景，并且还配备了提字器，原本播音员向观众阅读放在桌子上的稿件（或者需要经常低头看稿件）的样子已几乎不见。 同年9月，朝鲜中央电视台的新闻播音室再度调整，播音员坐在宽大的台子旁边进行播报，身后是由6个大型电视屏幕组成的“多银幕背景”，原本在播报过程中播音员占据整个电视画面中心的结构变成了将插图和照片放在画面中心，播音员坐在旁边的画面布局。此次调整后，其演播室外形和韩国电视台的区别基本消失。同时，对新闻開場音樂與動畫也进行了改版。2012年9月，中国中央电视台捐赠价值约500万元人民币的播出设备予朝鲜中央电视台。
2014年，朝鲜中央电视台首次采用了虚拟演播室技术制作节目，8月14日起，“報道”节目片头改為現行版本。
2015年1月10日，朝鲜中央电视台开始播放高清节目，但節目畫面寬高比仍為4:3，高清節目採上下黑邊處理。2017年12月4日，朝鮮中央電視台开始以16:9的宽高比进行高清播出，并启用新测试卡。此次改版較偏重畫面改變，背景配樂大多維持不變。2018年起，逐步嘗試採用嶄新手法報導新聞和拍攝，建立全新錄影廠、新照明系統和讀稿機等，主播減少使用誇張語氣報導，主播背景由單色或風景畫改為播放錄影控制室的景象，報導新聞時加入動態文字或統計數字顯示重點，亦加入航拍機、縮時攝影等拍攝特效。
2020年8月26日至27日，台风“巴威”吹袭朝鲜半岛。为此，朝鲜中央电视台于26日9:00提前开始了全天的节目，并全天滚动播出台风路径及受灾情况，安排记者在户外现场报道天气实况，更首次实现了24小时全日播出。
2022年5月朝鲜政府证实朝鲜出现2019冠状病毒病疫情，并宣布实行“紧急检疫制度”。朝鲜中央电视台随即调整播出时间，每日均在上午9时开播，结束了工作日上午不播出节目的历史。在朝鲜宣布战胜疫情后，朝鲜中央电视台延续了这一播出安排。这一做法被认为是出于服务观众的考量和朝鲜电力供应状况的改善。

## 播出时间
自2022年5月16日起：
| 日期 | 播送时间（UTC+09:00）       |
| ---- | --------------------------- |
| 每日 | 09:00-22:30（13小时30分钟） |

播出结束时间為大約時間，視當日全部節目長度而定。休台前會播放翌日節目預告，實際休台時間為22:45左右。部分重大節日會提早至早上08:00開播。

### 播出时间变迁
- 2013年7月21日前：

| 日期                                              | 播送时间（UTC+09:00）       |
| ------------------------------------------------- | --------------------------- |
| 周一到周六                                        | 17:00-22:30（5小时30分钟）  |
| 周日（含节假日、全国性节日及每月1日、11日和21日） | 09:00-22:30（13小时30分钟） |

- 2013年7月22日-2022年5月15日：

| 日期                                              | 播送时间（UTC+09:00）       |
| ------------------------------------------------- | --------------------------- |
| 周一到周六                                        | 15:00-22:30（7小时30分钟）  |
| 周日（含节假日、全国性节日及每月1日、11日和21日） | 09:00-22:30（13小时30分钟） |

- 2012年4月間，為慶祝金日成100周年誕辰，平日曾提早至中午12:00開播。
- 重大特別報道宣布時，可能提早開播；例：2016年1月6日第四次核試成功後，當天提早為上午11:30開播。
- 2020年8月26日至27日，台风“巴威”吹袭朝鲜半岛。为此，朝鮮中央電視台從26日上午9時至27日中午12時，打破過往播出的慣例，史上首次以24小時連續播送的模式報導朝鲜各地的災情。除现场連線记者在户外现场报道災害实况外，还由记者在朝鲜气象水文局进行现场采访，发布雨量、风速、洪水预警等气象信息。另外，自26日晚間10時起至次日凌晨朝鲜央视在编排了《一名黨員的面貌》（한 당원의 모습）、《表彰》（표창）、《我們家的故事》（우리집 이야기）、《稻花》（벼꽃）等影視劇的同时，多次安排插播台风消息播报台风路径及各地受灾情况。
- 2022年5月16日起，因朝鲜国内2019冠状病毒病疫情影响，每日均在9时开播，之后维持至今。[20]

## 节目
朝鮮中央電視台在每天开播前30分钟先出现带有背景音樂的檢驗圖，开播前一分钟會重複播放《金日成將軍之歌》开头两小节的电子音版本4次，每次循環15秒（这一点和朝鲜中央广播电台、平壤廣播電台和朝鮮之聲廣播電台类似）。开播后先播出朝鲜國歌《爱国歌》，接著由播報員向觀眾問候並宣讀當天日期，然后播出《金日成將軍之歌》和《金正日將軍之歌》，之後是本日節目預告。
全天节目播映完毕前会播放新闻和天氣預報，然后播出歌曲MV以及次日节目预告，接着播放朝鲜愛國歌曲《光輝的祖國》，之后全日節目播放完畢，並显示檢驗圖。

### 平日
朝鮮中央電視台平日開播後通常先播出紀錄片、科普影片等節目，17:00播出新聞（朝鲜稱之為「報道（보도）」，现时《报道》的片头曲为歌曲《朝鲜的力量》（조선의 힘）的前奏）和當天的報紙摘要。17:30播出兒童節目，以卡通片為主，一般不會播放國外的卡通，通常為自製，近期出現長篇連續的卡通片。除了卡通片、木偶戲，剪紙、水墨畫等都一應俱全，有時有講故事和兒童歌舞等等，偶爾會有少年宮兒童才藝的表演。18:00通常是紀錄片，大多為有關革命戰爭年代的，也有一些是關於時政宣傳。19:00以後基本都是電視片或者一些社教節目，比如科學常識、體育常識等等。
惟朝鲜央視不是每天都會正常播放《報道》，有時會改播成勞動黨大型活動，或金正恩向全國人民講話，更會在三次的報導時段中重覆播放。
朝鲜党政軍最高领导人的活動動向是該台節目的重心，不僅在新聞報導中有大幅報導，每天還有專門的紀錄片節目介紹他的活動。節目長度則為30至40分鐘左右，亦有1小時左右的。節目內容播出的是宣传类型的节目，主要是宣揚朝鮮勞動黨、朝鮮人民軍、金氏家族三代領導人的历史和成就，主题涵盖范围从新增的建设项目到历史经验教训的成果，还有金日成、金正日、金正恩、主体思想及先軍政治的實踐。
晚上8點會再次播出《報道》，其後會播出隔天的天氣預報。8點半左右通常是劇集，基本都是朝鲜自製劇集。偶有播放来自中國或俄羅斯等國的劇集，但以革命戰爭年代的題材為主；而朝鲜的國產影視劇的題材則相對較廣泛，除了革命戰爭片，也有生活片。雖然朝鲜電影整體上政治宣傳教育的意味較濃，但生活氣息也較濃，不少電影如苦情片、喜劇片等還是有一定的觀賞性。朝鮮中央電視台播出的電影多於電視劇，因此對於很多沒有條件經常進影院的觀眾，在家收看電影就成為他們的最佳選擇，因此這個時段的收視率較其他時段高，每晚到了這個時段，大街上的人流已非常稀少。另外，電視台安排播放1990年中国电视剧《渴望》時曾引起轰动。
另除了世界杯和奥运会期間轉播球賽較多外，朝鮮中央電視台大多會在周三和周日播出體育節目，包括欧冠、英超等赛事的集锦。2018年之前，朝鲜所有国际赛事的转播权都由韩国SBS电视台提供；2018年俄罗斯世界杯，朝鲜中央电视台首次取得了朝鲜境内的转播权。尽管电视台从韩国获得了上述比赛的播映权，但实际上朝鲜中央電視台在播出这些比赛时使用的都是中国电视台的信号或者国际公共转播信号。
| 昨日22:35至14:29 | 14:30                | 14:59                                           | 15:00 | 15:12                | 17:00             | 17:30                      | 18:00      | 19:00    | 20:00 | 20:30                              | 22:00许    | 22:35                                                                                      |
| ---------------- | -------------------- | ----------------------------------------------- | --- | -------------------- | ----------------- | -------------------------- | ---------- | -------- | ----- | ---------------------------------- | ---------- | ------------------------------------------------------------------------------------------ |
| EBU彩條訊號      | 检验图及播放背景音乐 | 播放《金日成将军之歌》开头两小节的电子音版本4次 | 开台片（依次播放《朝鲜民主主义人民共和国国歌》、播报员开场白（向观众问候并宣读当天日期）、演奏版《金日成将军之歌》、《金正日将军之歌》、今日节目预告） | MV，纪录片，科普影片 | 报道 当天报纸摘要 | 儿童节目（一般为自制动画） | 纪录片时段 | 社教节目 | 报道  | 剧集（一般为自制电视剧或国产电影） | 今日报道选 | MV，翌日节目预告，播报员结束语（向观众告别，宣布当天节目结束），闭台片（乐曲：光辉的祖国） |

### 星期日及節假日
在星期日和一般節假日，朝鮮中央電視台則從早上9點正就開播。以星期日為例，節目的編排大致如下：9點開播之後通常先播放紀錄片。到了10點左右，會有“國際生活”和“動物世界”，有時還會有“世界常識”。“國際生活”長度只有五分鐘，“動物世界”長度也只有十分鐘左右。國際生活介紹各個國家的風土人情，但以發展中國家為主。涉及中國的節目，曾播放過江南古鎮以及長江。到11點通常是科教片，11點半會播放一部國產電影，影片新舊都有，大部分還是年代較久遠、黑白畫面的。影片長度通常為一個半小時左右；但也有不少影片的長度只有一個小時、半個小時，甚至只有十幾分鐘。
到了下午1點左右是“點播舞台”，是該台一個很重要的“娛樂節目”，是觀眾寫信到電視台點播歌曲，然後電視台安排播出；雖是娛樂節目，但仍是革命歌曲居多，通常是歌曲配風景畫；或者如果是電影插曲，則直接配電影畫面；較少有歌手站在舞台上演唱。這個節目為30分鐘左右。1點半就會播出社教節目、電視片等。到了3點以後是兒童節目時段，播出的內容和平日的兒童節目差不多，同樣是卡通片、少兒歌舞等等，但播放時間為一小時。
到了4點是另一個重量級的文藝節目“明朗的電視舞臺”（명랑한 텔레비죤무대），或譯為“明亮的電視舞台”；相對於點播舞臺，這個節目的型式更多種類，除了歌唱，也有舞蹈、雜技、魔術，甚至偶有類似中國國內的相聲節目。
5點或之後的節目編排則與平日大致相同，沒有明顯差異。在每周日下午5點的報道後，朝鮮中央電視台也會安排數分鐘，播出各地記者採訪的地方新聞。
| 昨日22:35至08:29 | 08:30                | 08:59                                           | 09:00 | 09:20  | 10:00许                                      | 11:00许  | 11:30许      | 14:00许  | 14:15许      | 15:00许                    | 16:00许                              | 17:00 | 17:12              | 17:21        | 17:30许  | 18:00      | 19:00    | 20:00 | 20:30                              | 22:00许    | 22:35                                                                                      |
| ---------------- | -------------------- | ----------------------------------------------- | --- | ------ | -------------------------------------------- | -------- | ------------ | -------- | ------------ | -------------------------- | ------------------------------------ | ----- | ------------------ | ------------ | -------- | ---------- | -------- | ----- | ---------------------------------- | ---------- | ------------------------------------------------------------------------------------------ |
| EBU彩條訊號      | 检验图及播放背景音乐 | 播放《金日成将军之歌》开头两小节的电子音版本4次 | 开台片（依次播放《朝鲜民主主义人民共和国国歌》、播报员开场白（向观众问候并宣读当天日期）、演奏版《金日成将军之歌》、《金正日将军之歌》、今日节目预告） | 纪录片 | 国际生活，动物世界，（可能播出《世界常识》） | 科教片， | 朝鲜国产电影 | 点播舞台 | 社会文化常识 | 儿童节目（一般为自制动画） | 明朗的电视舞台（或会被体育赛事取代） | 报道  | 来自全国各地的消息 | 当日报纸摘要 | 儿童节目 | 纪录片时段 | 社教节目 | 报道  | 剧集（一般为自制电视剧或国产电影） | 今日报道选 | MV，翌日节目预告，播报员结束语（向观众告别，宣布当天节目结束），闭台片（乐曲：光辉的祖国） |

### 重大节日
在特別重要的日子，如大年初一、太陽節、光明星節等，則從早上8點就開播。除了一般節假日的內容外，也會迎合當天的節日而有不同的節目編排。部分大型節日則有閱兵儀式的轉播。
逢朝鲜前領導人忌日時，也會提早至8點開播。節目內容以紀念領導人的功業為主，而當日基本不會安排播放基调愉快、歡樂的節目。

#### 大型活动转播记录
- 1974年：德黑兰亚运会
- 1980年：莫斯科奥运会
- 1989年：第13届世界青年与学生联欢节（英语：13th World Festival of Youth and Students）
- 2000年：朝韩首脑会晤
- 2002年：2002年国际足联世界杯[25]
- 2010年：2010年国际足联世界杯
- 2018年：2018年国际足联世界杯
- 2022年：2022年国际足联世界杯
- 2024年：巴黎奥运会

## 标志

### 台标
朝鮮中央電視台的台徽是由一個火炬作為標誌的（象徵著主體思想），並以「조선」（朝鲜）包圍著火炬，设计于1996年，1999年朝鲜中央电视台通过卫星播出后开始在电视画面显示。以往只在播出节目时显示，后显示时长改为全天显示。不同於其他朝鮮電視台，此台為朝鮮唯一將台标置於左上角的電視台。
早期台標僅為簡單的白、紅色2D標誌，2012年8月17日起台标质感调整，加入了一点3D元素，除諺文及外圍線條維持白色外，火炬台改為金黃色，火焰則改為略帶白色火焰的紅色。2017年12月4日随着高清信号的开播，台标开始融入透明元素。

### 测试卡
舊版的测试卡中顯示的是千里马铜像的图案和“평양”（平壤）字樣。在檢驗圖標示國家首都名稱的做法與中國中央電視台在1980年代的版本只標示「北京」二字相似。2017年12月4日，测试卡样式进行调整，文字改為「조선중앙텔레비죤」（「朝鮮中央電視台」），并在諺文上方放置白頭山（長白山）天池的图案。

## 收看方式
在朝鲜境内，其使用PAL制式和DVB-T2制式进行广播。同时朝鲜中央电视台通过Express 103和Intelsat 21号通信卫星面向亚太地区和美洲进行直播。
在開播后的一段时间，由於受到鎖國政策和技術所限，朝鲜中央电视台只能在朝鲜境內接近平壤市的地方廣播，后經過技術上的改良，除了朝鲜全境能收看外，基本上靠近朝鲜邊境的鄰國也可以透過地面模擬電視廣播收看（如吉林省延邊朝鮮族自治州、遼寧省丹東市等地）。
朝鲜的“我们民族之间”网站每天会上传朝鲜中央电视台的部分节目。目前互联网上无朝鲜中央电视台官方直播信号，仅有部分第三方机构（如KCNA Watch）提供直播信号。

### 韩国收视情况
在韩国，由于其制式是NTSC制式，加上韩国《廣播法》及《国家保安法》不允许用任何方法收看朝鲜中央电视台節目，所以一般韩国家庭的電視機都接收不到三八线以北的电视信号，1999年，韩国修訂《廣播法》，開放朝鲜的衛星電視信号到韩国，韩国境內大部份城市都能接收來自朝鲜的衛星訊號，但韩国民眾接收出來的信号质量仍很糟糕，再加上朝鲜半岛的局勢对此緊張，也导致韩国政府多次封閉過朝鲜中央电视台的信号。2019年，韩国开通了5G网络，泰星5号C波段的朝鲜中央电视台在韩国的首尔等地受到严重干扰。自2024年6月朝鲜中央电视台改用俄罗斯Express 103卫星之后，在韩国使用卫星天线接收朝鲜中央电视台变得更为困难。
另外，2019年3月起，韩国KT公司也开始为特定用户（如新闻媒体）提供朝鲜中央电视台的高清加密信号。该频道通过韩星5A卫星的Ku波段覆盖整个朝鲜半岛，采用BISS加密方式，每月收费5450万韩元。